# Pallacanestro 3x3 al XVII Festival olimpico estivo della gioventù europea
Le competizioni di pallacanestro 3x3 al XVII Festival olimpico estivo della gioventù europea si sono svolte dal 25 al 28 luglio 2023 a Maribor, in Slovenia

## Podi

### Ragazzi
| Evento                     | Oro     | Argento  | Bronzo  |
| Torneo maschile (dettagli) | Polonia | Germania | Francia |

### Ragazze
| Evento                      | Oro      | Argento | Bronzo  |
| Torneo femminile (dettagli) | Germania | Serbia  | Francia |